# Rogério Cafeteira
Rogério Rodrigues Lima, mais conhecido como Rogério Cafeteira (São Luís, 3 de janeiro de 1969) é um economista, empresário e político brasileiro.

## Carreira política
Exerceu os cargos de Sub-Chefe da Casa Civil no Maranhão, de 1987 a 1990, chefe de Gabinete do Secretário Municipal de Planejamento e Desenvolvimento da prefeitura de São Luís, de 1995 a 1996, assessor especial do senador Epitácio Cafeteira (PTB), de 1997 a 1999 e assessor técnico do Senado Federal, de 2007 a 2009. Foi filiado ao PP, de 1993 a 2005, filiado ao PTB, de 2005 a 2009. Filiado ao PMN onde se tornou presidente do partido no Maranhão, de 2009 a 2011, foi eleito em 2010.
Em julho de 2011, sua presidência do PMN no Maranhão foi tomada pelo deputado Eduardo Braide. 
Em 2012, apoiou Edivaldo Holanda Júnior mesmo estando no PMN.
Em 2014, foi reeleito deputado estadual pelo Partido Social Cristão (PSC).
Em 2015, se tornou líder do governo Flávio Dino.
Em 2016, filiou-se ao PSB.
Em 2018 e 2022, não conseguiu se eleger novamente deputado estadual.